# چارخو دم‌سیاه
چارخو دم‌سیاه (نام علمی: Tribonyx ventralis) نام یک گونه از سرده چارخوها است.